# Малайзия на летних Олимпийских играх 1984
Малайзия принимала участие в Летних Олимпийских играх 1984 года в Лос-Анджелесе (США) в пятый раз за свою историю, пропустив Летние Олимпийские игры 1980 года, но не завоевала ни одной медали. Сборную страны представлял 21 участник, из которых 1 женщина, и 16 официальных лиц.

## Результаты соревнований

### Велоспорт
Трековый велоспорт
| Велосипедист | Соревнование | Первый раунд                                  | Первый утешительный раунд                                  | Второй раунд                   | Второй утешительный раунд         | 1/8 финала                     | Четвертьфинал                  | Полуфинал                      | Финал | Финал |
| Велосипедист | Соревнование | Соперник Время Скорость (км/ч)                | Соперник Время Скорость (км/ч)                             | Соперник Время Скорость (км/ч) | Соперник Время Скорость (км/ч)    | Соперник Время Скорость (км/ч) | Соперник Время Скорость (км/ч) | Соперник Время Скорость (км/ч) | Место |       |
| ------------ | ------------ | --------------------------------------------- | ---------------------------------------------------------- | ------------------------------ | --------------------------------- | ------------------------------ | ------------------------------ | ------------------------------ | ----- | ----- |
| Росман Алви  | спринт       | Франк Орбан Бельгия Фреди Шмидтке ФРГ П 11,80 | Макс Рейнсфорд Австралия Родольфо Гуавес Филиппины В 11,58 | Филипп Верне Франция П 10,94   | Марк Барри Великобритания П 11,64 | NQ                             | NQ                             | NQ                             | NQ    |       |

| Велосипедист | Соревнование              | Финал     | Финал |
| Велосипедист | Соревнование              | Результат | Место |
| ------------ | ------------------------- | --------- | ----- |
| Росман Алви  | гит с места на 1 километр | 1:11.03   | 20    |

### Лёгкая атлетика
Мужчины
| Дисциплина         | Спортсмены           | Предварительный раунд | Предварительный раунд | Предварительный раунд | Четвертьфиналы       | Четвертьфиналы       | Четвертьфиналы       | Полуфиналы           | Полуфиналы           | Полуфиналы           | Финал                | Финал                |
| Дисциплина         | Спортсмены           | Забег                 | Время                 | Место                 | Забег                | Время                | Место                | Забег                | Время                | Место                | Время                | Место                |
| ------------------ | -------------------- | --------------------- | --------------------- | --------------------- | -------------------- | -------------------- | -------------------- | -------------------- | -------------------- | -------------------- | -------------------- | -------------------- |
| бег на 200 метров  | Нордин Мохамед Джади | 2                     | 21.88                 | 5                     | Завершил выступление | Завершил выступление | Завершил выступление | Завершил выступление | Завершил выступление | Завершил выступление | Завершил выступление | Завершил выступление |
| бег на 400 метров  | Нордин Мохамед Джади | 2                     | 47.12                 | 5                     | Завершил выступление | Завершил выступление | Завершил выступление | Завершил выступление | Завершил выступление | Завершил выступление | Завершил выступление | Завершил выступление |
| бег на 800 метров  | Батуламай Раджакумар | 5                     | 1:48.19               | 5                     | Завершил выступление | Завершил выступление | Завершил выступление | Завершил выступление | Завершил выступление | Завершил выступление | Завершил выступление | Завершил выступление |
| бег на 1500 метров | Батуламай Раджакумар | 6                     | 3:55.19               | 7                     |                      |                      |                      | Завершил выступление | Завершил выступление | Завершил выступление | Завершил выступление | Завершил выступление |

### Плавание
Женщины
| Дистанция                        | Спортсменка | Предварительный раунд | Предварительный раунд | Предварительный раунд | Финалы                | Финалы                |
| Дистанция                        | Спортсменка | Заплыв                | Результат             | Место                 | Результат             | Место                 |
| -------------------------------- | ----------- | --------------------- | --------------------- | --------------------- | --------------------- | --------------------- |
| 100 метров вольным стилем        | Хелен Чоу   | 6                     | 1:02,53               | 38                    | Завершила выступление | Завершила выступление |
| 100 метров на спине              | Хелен Чоу   | 3                     | 1:11,30               | 31                    | Завершила выступление | Завершила выступление |
| 100 метров брассом               | Хелен Чоу   | 4                     | 1:18,99               | 28                    | Завершила выступление | Завершила выступление |
| 200 метров комплексным плаванием | Хелен Чоу   | 3                     | 2:29,25               | 22                    | Завершила выступление | Завершила выступление |

### Стрельба
Мужчины
| Соревнование        | Спортсмен              | Финал     | Финал |
| Соревнование        | Спортсмен              | Результат | Место |
| ------------------- | ---------------------- | --------- | ----- |
| пистолет, 50 метров | Сабиахмад Абдулла Ахад | 537       | 35    |

### Хоккей на траве
Мужчины
- № 1 Ахмад Фадзил Зайнал Абидин (вратарь)
- № 2 Колин Хью Санта Мария
- № 3 Фу Кьят Сон
- № 4 Джагджит Сингх
- № 5 Кевин Кристофер Нунис
- № 6 Майкл Чу
- № 7 Оу Сун Кой
- № 8 Пун Фук Лоук (капитан)
- № 9 Сарджит Сингх
- № 10 Шурентеран Муругасен
- № 11 Сун Мустафа бин Карим
- № 12 Стивен ван Хёйзен
- № 13 Сукхвиндерджит Сингх
- № 14 Там Чу Сен
- № 15 Яхья Атан
- № 16 Зулкифли Аббас

Менеджер — Дато Нордин Хассан, тренер — Челлиах Парамалингам.